# Nachgeburt

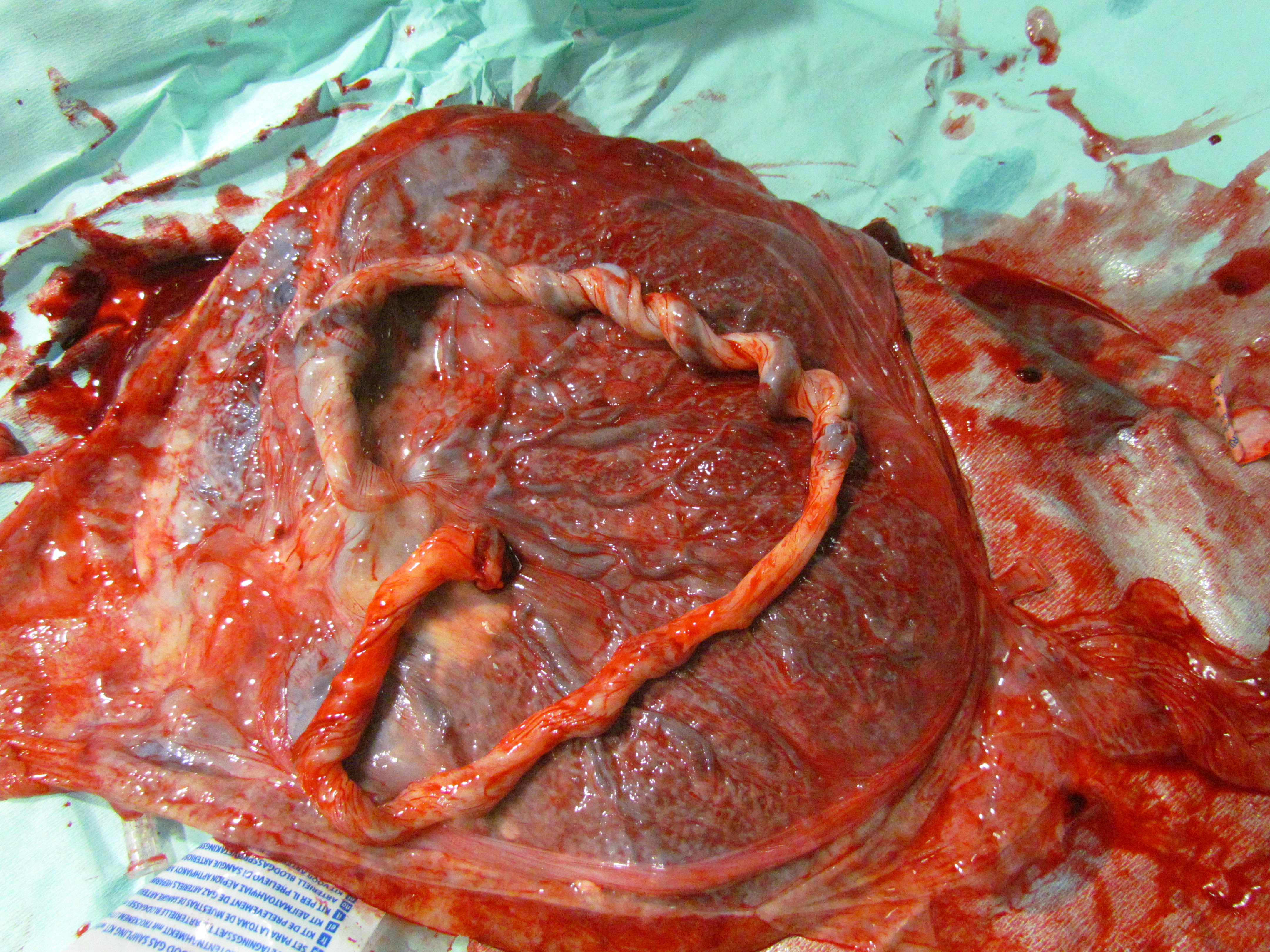
Vollständige menschliche Plazenta

Als Nachgeburt (lat. Secundinae) werden bei Menschen und den meisten anderen Säugetieren die nach der eigentlichen Geburt eines Jungtiers bzw. Kindes noch zu gebärende Plazenta (Mutterkuchen), die Eihäute sowie der Nabelschnurrest bezeichnet. Auch der Vorgang der Abstoßung als solcher wird Nachgeburt genannt. Er findet im frühen Puerperium statt.

## Nachgeburt beim Menschen
Nach der Geburt muss durch Hebamme oder Arzt die Nachgeburt auf Vollständigkeit überprüft werden. In besonderen Fällen ist eine Ausschabung zur Verhinderung von Komplikationen notwendig.
Mögliche Komplikationen durch zurückgebliebene Plazentareste (Plazentaretention) sind etwa eine Entzündung der Gebärmutter (Endometritis) sowie Kindbettfieber. Ob sich nach der Geburt noch Restgewebe in der Gebärmutter befindet, kann im Allgemeinen mit Hilfe der Sonografie festgestellt werden; insbesondere kann mittels des Dopplerverfahrens sehr leicht festgestellt werden, ob sich noch durchblutetes Plazentagewebe darin befindet.
Den Zeitraum von der Geburt des Kindes bis ca. 2 Stunden nach Ausstoßung der Plazenta nennt man Nachgeburtsperiode bzw. Plazentarperiode. Deren Dauer beträgt meist 10 bis 20 Minuten. Die Gebärmutter (Uterus) wird durch die Ausschüttung von Prostaglandinen kontrahiert. Dies bewirkt eine Plazentaablösung durch die sich verkleinernde Haftfläche. Häufig löst sich die Plazenta zuerst zentral, seltener ist die Lösung beginnend an ihrem Rand. Überschreitet die Ablösungszeit 30 Minuten oder kommt es zu großen Blutverlusten, wird manuell oder instrumentell nachgeholfen (siehe Nachgeburt-Handgriffe).
Die Nachgeburtsblutung sind jene 250–500 ml Blut, die physiologischerweise in der Nachgeburtsperiode verloren werden. Ein darüber hinausgehender Blutverlust wird dagegen als Nachblutung bezeichnet. Um größeren Blutverlusten vorzubeugen, kann nach der Abnabelung ein Bolus von 3 IE Oxytocin intravenös verabreicht werden. Oxytocin bewirkt eine starke Uteruskontraktion und fördert so die Blutstillung.
Mit der Geburt der vollständigen Plazenta beginnt das Wochenbett, durch die dadurch ausgelöste Hormonumstellung wird die Milchbildung in Gang gesetzt.

### Nachgeburt-Handgriffe
Die folgenden Handgriffe dienen zur manuellen Lösung der Plazenta:
- Baer’scher Handgriff (häufigste Methode):

Bei zwei positiven Lösungszeichen anzuwenden. Die Wehe wird durch Massieren des Uterus angerieben. Anschließend rafft die Hebamme oder der Arzt die Bauchdecke der Gebärenden und schiebt die Plazenta während der Wehe Richtung unten. Hierbei kann die Gebärende mitpressen, um den Vorgang zu erleichtern.
- Credé-Handgriff: Von außen wird der Uterus mit der Hand so umgriffen, dass vier Finger hinter die Gebärmutter rutschen, während der Daumen an die Vorderseite zu liegen kommt. Nun wird mit der nächsten Wehe durch Druck die Plazenta abgelöst.
- Cord traction (Loslösung durch Zug auf die Nabelschnur):

Indikation: schnelle Plazentalösung erforderlich, beispielsweise bei erhöhter Blutungsneigung oder bestehender Anämie der Gebärenden
Verfahren: Zeitgleich zu einer Wehe wird durch Druck auf die Bauchdecke und Zug an der Nabelschnur versucht, die Plazenta abzulösen.
Risiken: unvollständige Plazentagewinnung, vor allem bei unzureichendem Druck der Wehe
Grundsätzlich ist eine abwartende Handlungsweise in der Nachgeburtsphase angeraten. Jeder Eingriff bedarf einer Indikation. Bereits die Diagnostik der meisten Lösungszeichen sowie frühes Abnabeln gehören zu Maßnahmen, die gegen den Grundsatz verstoßen, die Gebärmutter so wenig wie möglich zu manipulieren. Ohne Abnabelung ist die Cord-traction aber nicht möglich. Eine Wehe „anzureiben“ ist schädlich, provoziert das doch möglicherweise partielle Kontraktion, partielle Plazentalösung und damit verstärkte Nachblutung.
Wenn überhaupt kontrollierte Cord-traction angewandt wird, soll die Bauchdeckenhand oberhalb der Symphyse nach hinten-oben gegenhalten um eine Uterusinversion (Umstülpen der Gebärmutter nach außen) zu verhindern.

### Plazentaablösungszeichen
Die folgenden Zeichen lassen Rückschlüsse darauf zu, ob sich die Plazenta postpartal (nach der Geburt) bereits zu lösen beginnt:
- Küstner-Zeichen (auch Nabelschnurzeichen):

Man drückt mit der Hand hinter die Symphyse. Ist die Plazenta noch nicht gelöst, so kann man beobachten, dass sich die Nabelschnur wieder in die Gebärmutter zurückzieht.
- Schröder-Zeichen („Achterform“/„Sanduhrform“ des Uterus):

Ist die Plazenta gelöst, so steigt der Grund der Gebärmutter (Fundus uteri) über den Nabel, wird schmal und hart und ist oft nach rechts, manchmal nach links verzogen. Es entsteht hierbei ein häufig gut tastbarer, sanduhrförmiger Uterus.
- Ahlfeld-Zeichen Typ II:

Direkt bei der Vulva wird eine Markierung (eine Klemme oder ein Bändchen) angebracht, um ein Vorrücken bei Ablösung des Mutterkuchens genau verfolgen zu können. Ab einem Abstand (Vulva-Markierung) von ungefähr zehn Zentimetern spricht man von einer Plazentalösung.
- Straßmann-Zeichen (eher unsicher):

Die Nabelschnur muss hierbei straff gehalten werden. Ist die Plazenta gelöst, so übertragen sich Schwingungen, die durch vorsichtiges Klopfen auf den Uterus erzeugt werden, nicht auf die Nabelschnur (die Nabelschnur schwingt also nicht mit).
- Afterbürde:

Bei gelöster Plazenta gibt die Gebärende häufig erneuten Druck auf den Darm an. Dies entsteht dadurch, dass die gelöste Plazenta aus dem Uterus ins Scheidengewölbe gerutscht ist.

### Verwendung der Nachgeburt

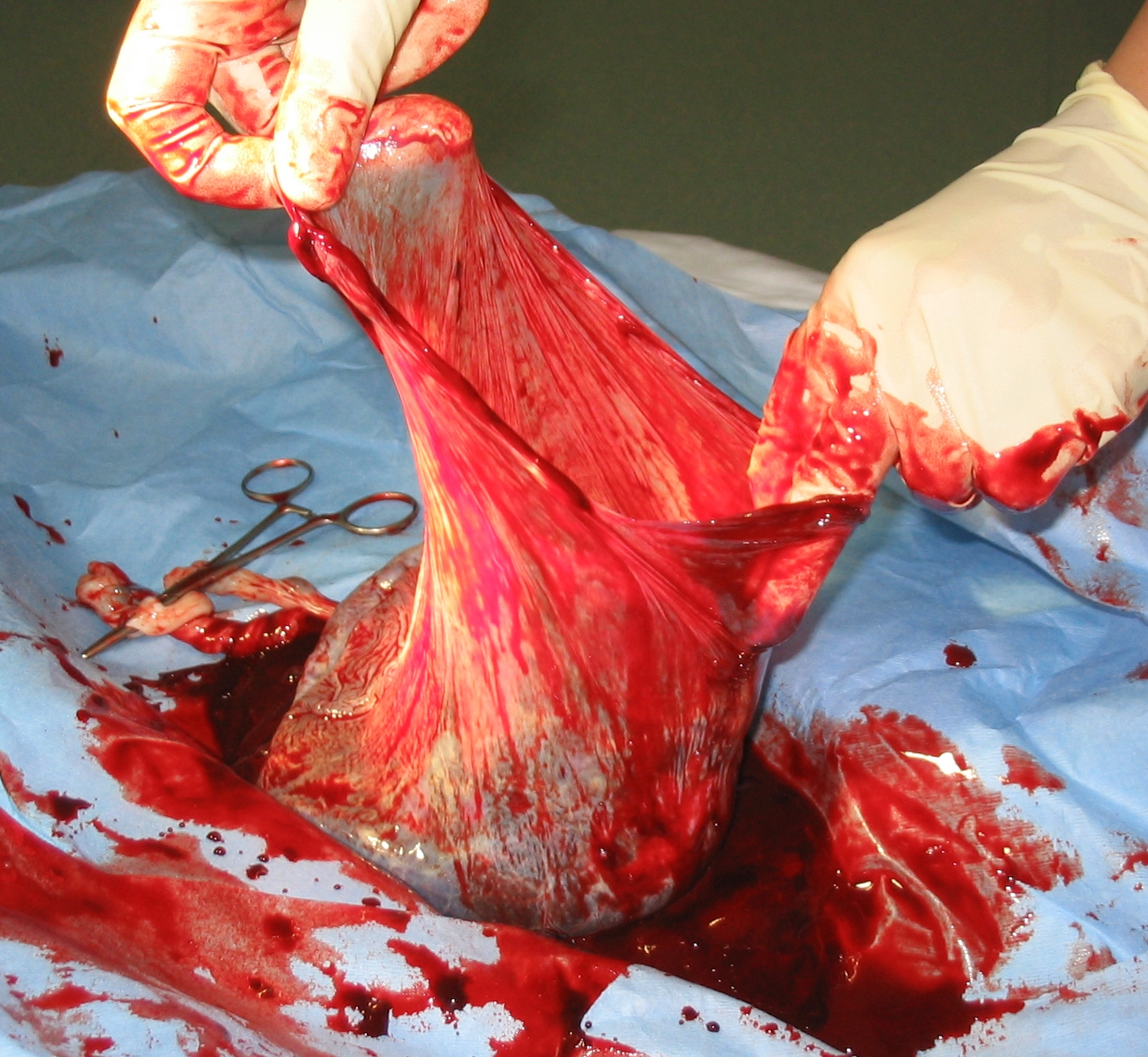
Untersuchung der Nachgeburt

Aus der Plazenta wurden früher kosmetische Präparate hergestellt.
Bei der Lotus-Geburt bleiben Plazenta und Nabelschnur so lange mit dem Baby verbunden, bis die Nabelschnur getrocknet ist und von selbst abfällt. Die Plazenta wird dabei mit Salz und Kräutern behandelt.
Manche Menschen vergraben die Nachgeburt in der Erde, meist unter einem Baum, oder in einem Topf (Nachgeburtsbestattung). Dieser Brauch war und ist in unterschiedlichsten Regionen der Welt verbreitet.
Plazentophagie, das Essen der Plazenta, ist in Nutzen und Risiko umstritten und noch kaum erforscht.

## Nachgeburt bei Tieren

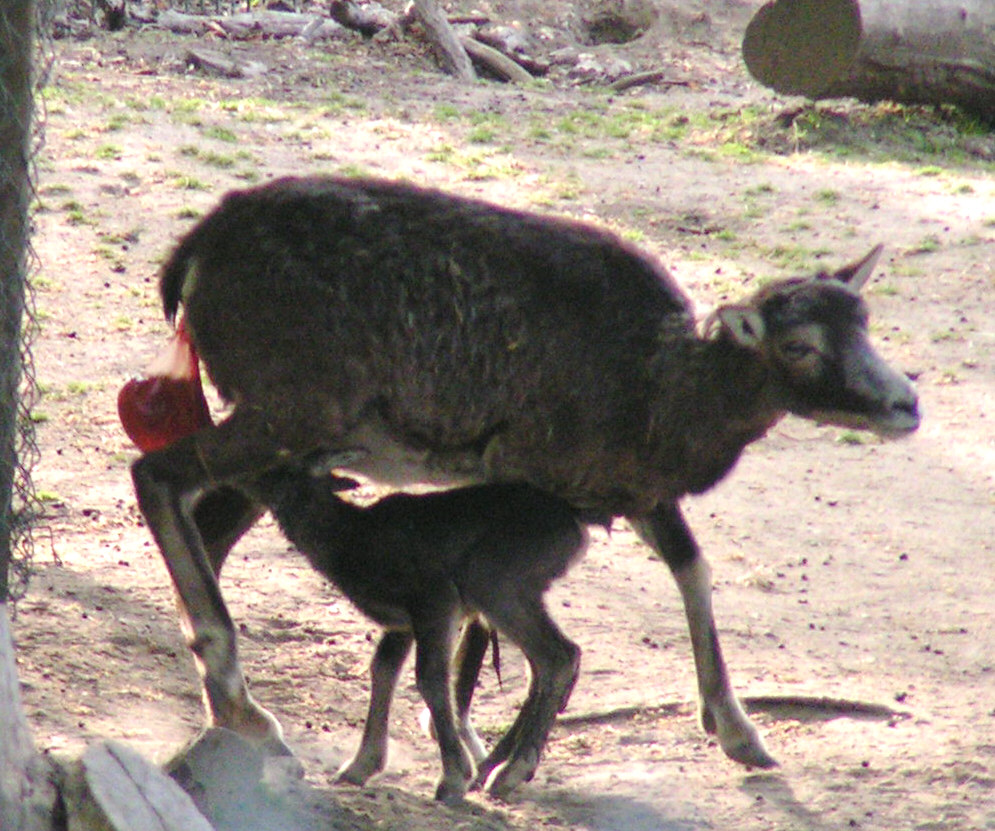
Nachgeburt bei einem Europäischen Mufflon

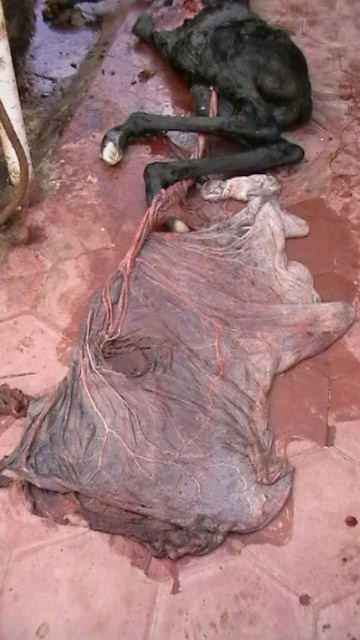
Nachgeburt bei einer Eselin mit einem Maultierfohlen

Wie beim Menschen werden auch bei den meisten Säugetieren nach der eigentlichen Geburt eines oder mehrerer Jungtiere noch Plazenta und Fruchtblase abgestoßen. Die Nachgeburt kann sich je nach Tierart bis zu einigen Tagen nach der Geburt hinauszögern, häufig wird sie aber auch sofort geboren und vom Muttertier mit der Nabelschnur zusammen gefressen, und zwar auch bei Tieren, die sich normalerweise ausschließlich von Pflanzen ernähren. Dabei kommt dem Muttertier der hohe Proteinanteil der Plazenta zugute. Nicht vom Muttertier verzehrte Plazenten können auch später vom Fuchs oder von Aasfressern gefressen werden.
Bei Haustieren muss, ähnlich wie beim Menschen, auf eventuelle Komplikationen (Nachgeburtsverhaltung) im Zusammenhang mit der Nachgeburt geachtet werden, wie zum Beispiel Geburtsrehe bei Pferden. Auch die Übertragung verschiedener Krankheiten durch eine infektiöse Nachgeburt ist möglich.